# Donecle
Donecle es un fabricante de vehículo aéreo no tripulado (VANT) autónomo de inspección de aeronaves. Fundada en 2015 y localizada en el sur de Toulouse, la compañía ofrece un solo VANT y enjambres de VANT para inspeccionar visualmente el exterior de los aviones.
El VANT realiza una navegación autónoma gracias a un sistema de posicionamiento láser. Las fotos de la aeronave se toman con cámaras de alta resolución. Los algoritmos de procesamiento digital de imágenes y de aprendizaje automático proporcionan un diagnóstico de la superficie de la aeronave. Un inspector calificado revisa las imágenes y valida o refuta el análisis proporcionado.
La compañía trabaja con compañías aéreas como aerolíneas como Air France Industries-KLM o el fabricante de aviones Dassault Aviation y es uno de los actores en el campo de la automatización del mantenimiento aeronáutico.

## Historia

### Contexto

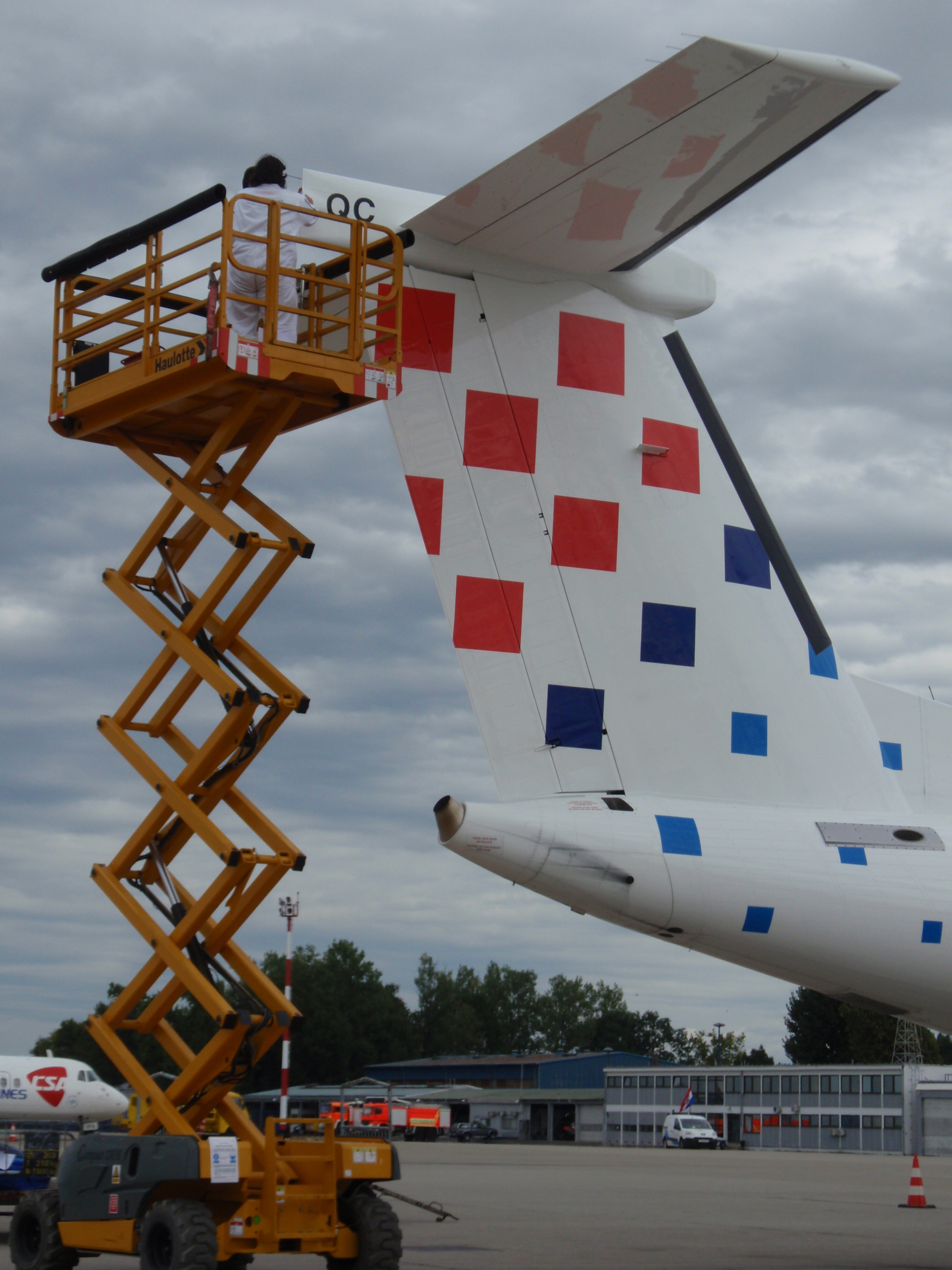
Los VANT simplifican el examen de las partes altas como el empenaje ilustrado en la fotografía.

En 2015, la flota mundial de aeronaves comerciales stará compuesta por aproximadamente 21 600 aeronaves. Según las previsiones económicas de los estimadores, se espera que se duplique en los próximos veinte años, lo que dará lugar a un aumento en las actividades de mantenimiento aeronáutico. Este sector está creciendo a una tasa anual de más del 4 %. Las aerolíneas están tratando de reducir sus costos y están sufriendo una baja rentabilidad (márgenes netos de alrededor del 2,5 %). Una ruta de ahorro es reducir los costos de mantenimiento, que representan el 15 % de sus costos de operación.
Los fabricantes de aviones, como Airbus, Boeing y Avions de Transport Régional (ATR), y los organismos de certificación, como la Administración Federal de Aviación (FAA) y la Agencia Europea de Seguridad Aérea (EASA), requieren inspecciones regulares de toda la superficie externa de las aeronaves para evaluar la condición de sus estructuras. Aproximadamente 80% de las inspecciones son visuales. Todas las aeronaves son inspeccionadas visualmente antes de cada vuelo, como parte de las operaciones programadas y después de eventos imprevistos como relámpagos, tormentas de granizo u otros daños externos. Una de las soluciones consideradas para mejorar la trazabilidad de estas operaciones y para reducir costos es la automatización del mantenimiento aeronáutico y sus inspecciones visuales.
En enero de 2013, el proyecto de investigación y desarrollo francés Air-Cobot comenzó a desarrollar un robot móvil colaborativo capaz de inspeccionar un avión durante las operaciones de mantenimiento. Llevado a cabo por el grupo Akka Technologies, este proyecto de socios múltiples involucra laboratorios de investigación y compañías industriales, incluyendo Airbus. En 2014, en asociación con el Bristol Robotics Laboratory, la aerolínea británica easyJet se interesó en los drones guiados por técnicos para reducir el tiempo de inspección de los fuselajes de los aviones.

### Fundación

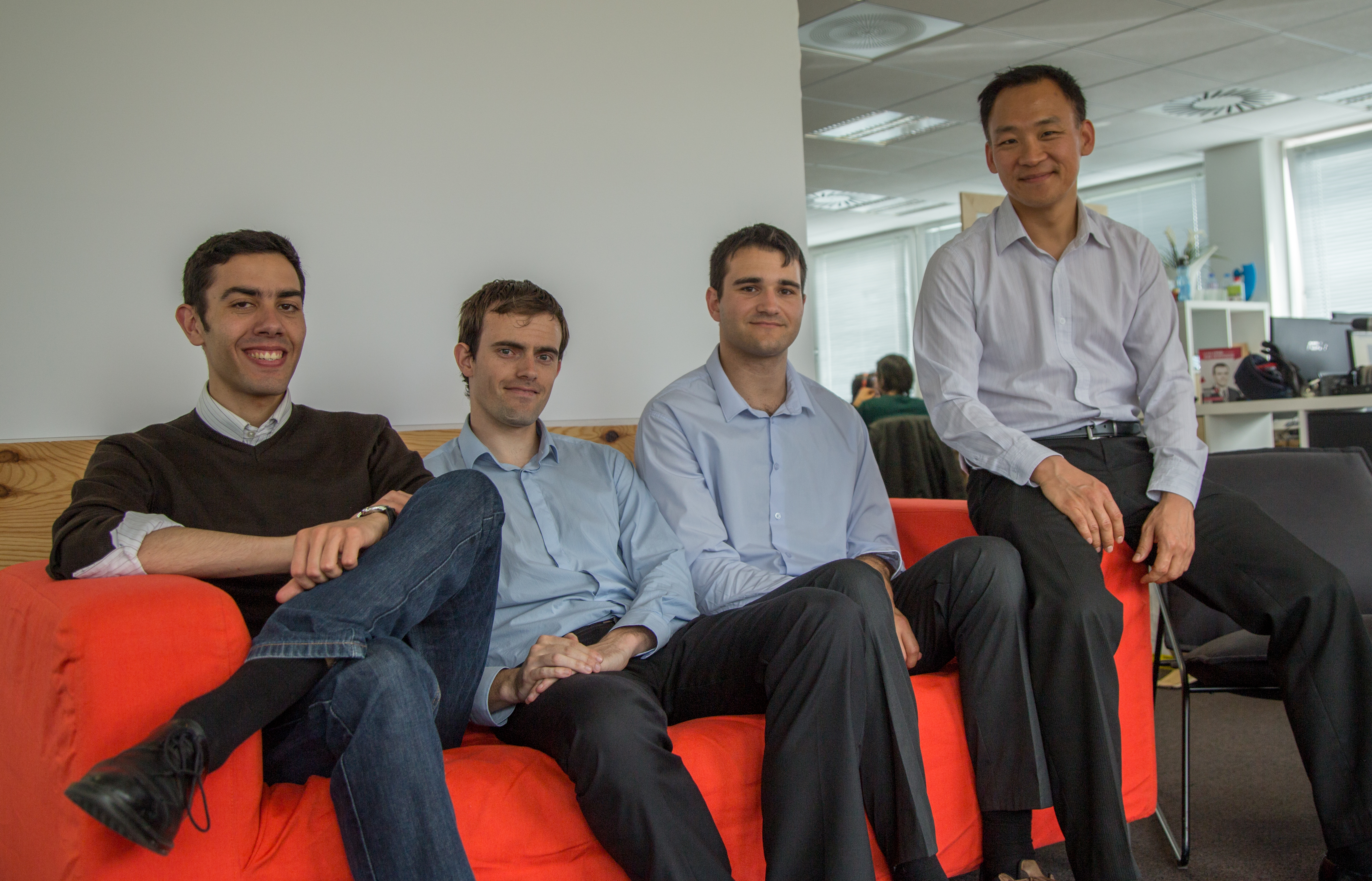
Fundadores, de izquierda a derecha, Josselin Bequet, Matthieu Claybrough, Alban Deruaz-Pepin y Yann Bruner.

Después de trece años en las oficinas de diseño del fabricante europeo de aviones Airbus en los aeronaves A400M y A350, trabajando en metal y material compuesto, Yann Bruner, ingeniero de Mines ParisTech con un doctorado en Mecánica y Materiales, señala que los informes de inspección para el mantenimiento a menudo están incompletos por diversas razones, como falta de fotografías, falta de información o escritura ilegible. Considera el uso de drones para realizar la inspección de forma automática. Se pone en contacto con Matthieu Claybrough, que está involucrado en proyectos de VANT en el Institut Supérieur de l'Aéronautique et de l'Espace (ISAE-SUPAERO), y está especializado en gestión de la innovación, aeronáutica y teoría del control.  Durante tres años Matthieu Claybrough trabajó en el diseño de pilotos automáticos para aviones y helicópteros para Thales Avionics, un proveedor de equipos y servicios en el campo de la aviónica.
Se están asociando con dos otros socios. El primero es Josselin Bequet, egresado de la escuela de negocios internacional ESCP Europe Business School y la Universidad de la City de Londres, que está especializado en administración y finanzas. El segundo es Alban Deruaz-Pepin, egresado del Institut Supérieur de l'Aéronautique et de l'Espace que está especializado en informática y teoría de control y posee una licencia de piloto privado. Juntos ellos encontraron la startup Donecle en septiembre de 2015 y desarrollaron una inspección automatizada para aviones con un enjambre de vehículos aéreos no tripulados. En el mismo año, presentan su concepto en el Salón Internacional de la Aeronáutica y el Espacio de París-Le Bourget en junio.

### Producto

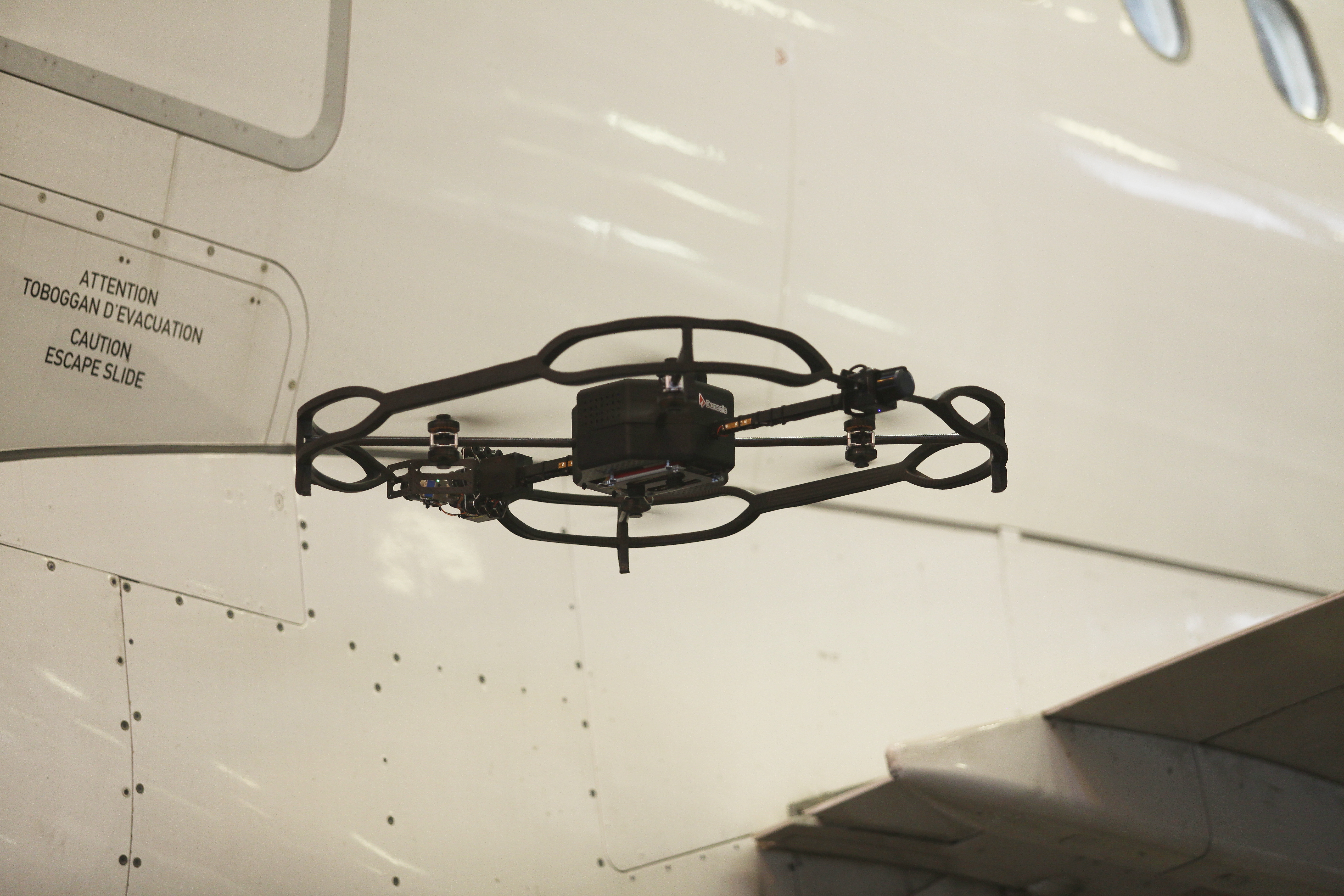
Vuelo del autónomo VANT de Donecle durante una inspección de un avión.

Aunque las regulaciones y las tiempo meteorológico dificultan el uso de VANT en el espacio aéreo del aeropuerto, Donecle ha elegido desarrollar un producto que funcione tanto en interiores como en exteriores. Por lo general, los VANT autónomos que vuelan al aire libre utilizan el sistema de geolocalización del Sistema de Posicionamiento Global (GPS) para posicionarse. Pero este enfoque es impensable en el interior de un cobertizo debido a las distorsiones de la señal debidas a las estructuras metálicas. Para operar en ambos entornos, la compañía emplea un sistema de posicionamiento láser para sus drones. Los algoritmos calculan en tiempo real la posición del dron en la referencia del avión.
El operador humano elige un plan de vuelo para la inspección. Los VANT despegan y vuelan autónomamente. Las cámaras montadas en VANT fotografían la superficie del avión. Los algoritmos de procesamiento de imágenes realizan la detección de zonas de interés en el fuselaje y las clasifican en defectos o no. Un inspector calificado puede entonces validar los informes de análisis.
Comparado con una inspección humana que requiere la instalación de andamios, el análisis completo de la superficie exterior de un Airbus A320 o Boeing 737 con un enjambre de tres drones demora de veinte a treinta minutos contra ocho horas y moviliza a una persona contra diez a veinte en el enfoque clásico. El costo de inmovilizar un dispositivo es de aproximadamente 10 000 dólares por hora. Las patentes han sido archivadas.

### Desarrollo

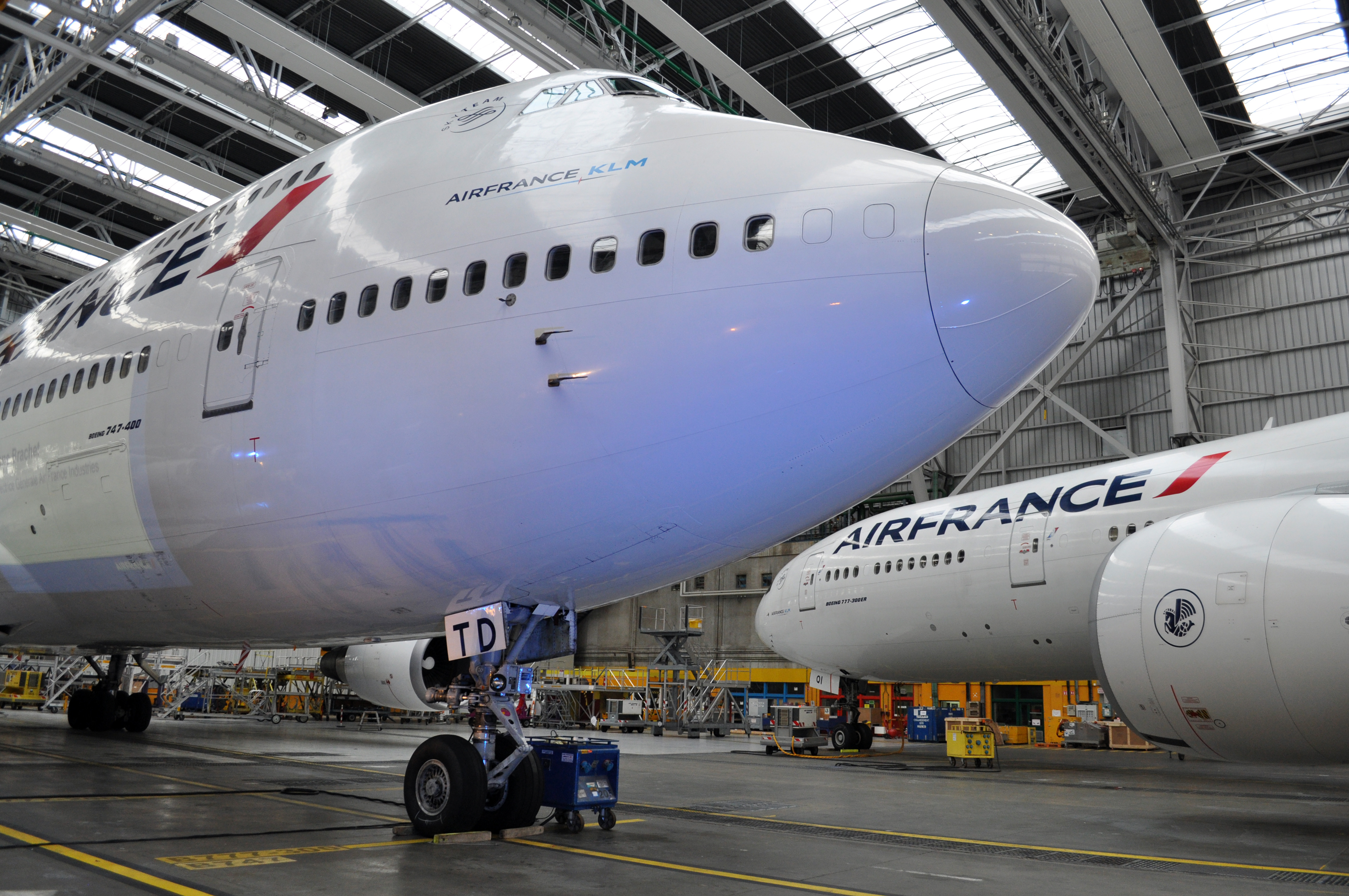
La compañía Donecle tiene una asociación con Air France Industries-KLM Engineering and Maintenance.

El producto puede verse como un conjunto de sensores móviles que se encuentra dentro del dominio del internet de las cosas (en inglés: Internet of Things, abreviado IoT). Desde sus comienzos en 2015, Donecle se beneficia del Connected Camp, una incubadora de empresas, ubicado en el IoT Valley de Labège, una ciudad al sureste de Toulouse. La incubadora facilita la búsqueda de fondos y proporciona algunos equipos, como una impresora 3D. Donecle es miembro del clúster de competitividad Aerospace Valley, el clúster Robotics Place y el Hardware Club. En octubre de 2016, se convierte en miembro de Starburst Accelerator, la incubadora de empresas aeroespaciales más grande del mundo.
En 2016, la compañía anunció una asociación con el grupo de mantenimiento aeronáutico franco-holandés Air France Industries-KLM Engineering and Maintenance (AFI-KLM E&M). Los VANTs se prueban en sus aviones para verificar el marcado y detectar defectos. Al final de esta fase de prueba y verificación, AFI-KLM y Donecle planean desplegar conjuntamente este enfoque en los sitios de mantenimiento de AFI-KLM E&M.

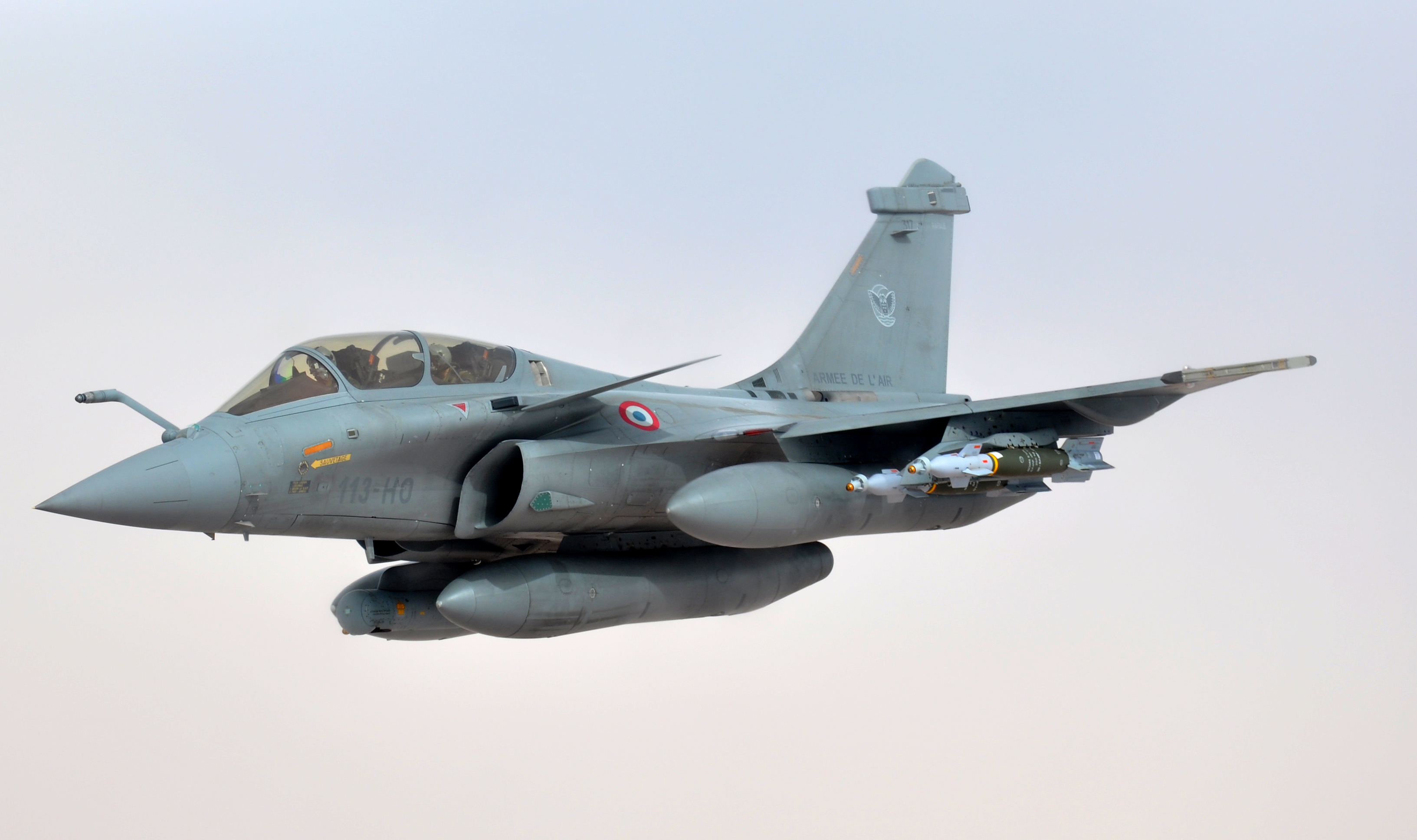
Donecle demuestra su capacidad para inspeccionar aviones de caza durante ADS Show 2018.

A finales de 2016, DDrone Invest, una sociedad de inversión controlada por la compañía francesa Delta Drone, invierte un millón de euros en la empresa Donecle. Con esta suscripción a un aumento de capital reservado, la compañía se convierte en accionista junto con los fundadores. En el Salón Internacional de la Aeronáutica y el Espacio de París-Le Bourget en 2017, la startup anuncia que está comenzando a firmar sus primeros contratos con aerolíneas y planea un despliegue comercial antes de fin de año. Durante el año, la sociedad planea aumentar su fuerza laboral y desea atraer clientes internacionales. En ADS Show 2018, salón de mantenimiento aeroespacial y de defensa, Donecle realiza una inspección por VANT de un Dassault Rafale, el avión de combate polivalente francés.

### Comercialización
Desde mediados de año 2019, Austrian Airlines ha estado probando el VANT y el software Donecle con el fin de llevar a cabo inspecciones técnicas de su flota de aviones. Los aviones inspeccionados en su flota son treinta y seis Airbus A320 y diecisiete Embraer 195. La aeronave se verifica por la calidad de la pintura exterior o daños estructurales.
 En octubre de 2019, la instalación MRO de AAR en Miami comienza a utilizar la tecnología Donecle para inspeccionar visualmente los aviones en busca de daños como sus Airbus A320 y Boeing 737. El mismo mes, International Airlines Group anunció que Donecle era parte de los 13 finalistas que se unirán al programa Hangar 51, un programa acelerador global del grupo. Donecle fue seleccionado entre 474 solicitudes iniciales y es parte de la temática "Operaciones aeroportuarias y logística".
En el comienzo del año 2020 y luego de un exitoso período de prueba de tres meses, LATAM Airlines Group decidió integrar el producto Donecle en su sitio de São Carlos, uno de los principales sitios de mantenimiento de la compañía, para inspeccionar sus aviones A320. En el futuro, la empresa francesa también desea ofrecer otros tipos de inspección, como la evaluación de la corrosión. Se está considerando la diversificación en la inspección de mantenimiento con aplicaciones fuera del mantenimiento aeronáutico, en particular en el transporte ferroviario, la construcción naval y los parques eólicos.

## Tecnologías

### Navegación autónoma

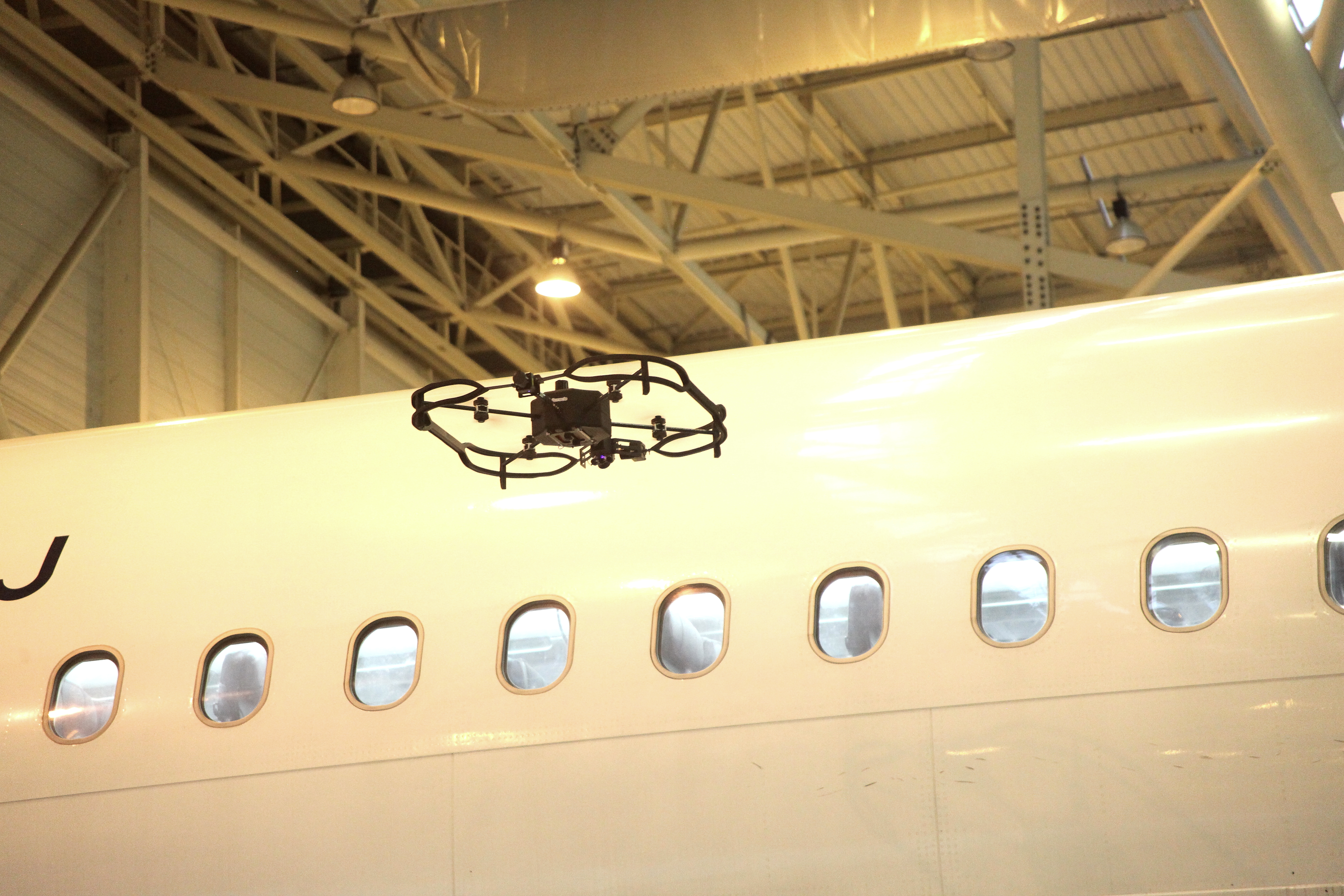
Vuelo del autónomo VANT de Donecle durante la inspección de un avión en un hangar.

Los VANTs se posicionan en relación con el avión con tecnología de posicionamiento láser. Esto les permite operar en áreas cerradas, como hangares, sin necesidad de geolocalización con el Sistema de Posicionamiento Global (GPS). Los algoritmos calculan en tiempo real la posición del VANT en relación con el avión. Los sensores utilizados para la navegación autónoma también aseguran una operación segura al evitar colisiones con aeronaves, personal humano y equipo.
Los planes de navegación y la cantidad de vehículos aéreos no tripulados empleados dependen del modelo de aeronave que se analizará. Un solo VANT es suficiente para un avión pequeño, mientras que hasta seis VANTs se pueden utilizar para un Airbus A380. Como las misiones de inspección son siempre las mismas, las rutas están preprogramadas en un software integrado en una tableta. Un operador humano no necesita pilotar el VANT, sino que solo lanza la misión y luego los VANTs vuelan autónomamente alrededor del avión. Normalmente vuelan a una distancia de un metro del fuselaje.

### Inspección visual

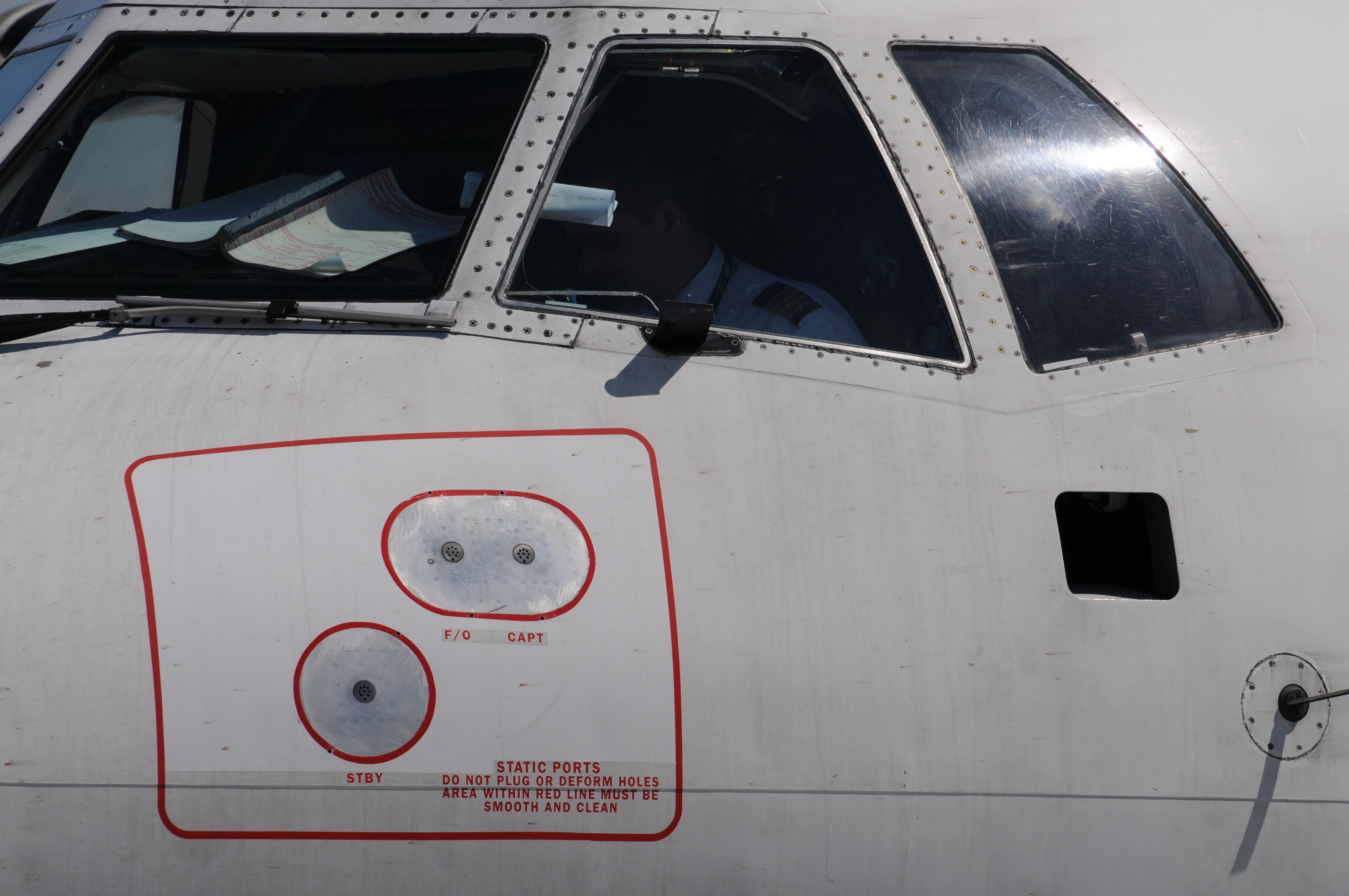
Una de las aplicaciones es el control de calidad de las marcas reglamentarias.

Las cámaras de alta resolución montadas en los VANTs fotografían la superficie de la aeronave. Los algoritmos de procesamiento de imágenes realizan un primer paso para detectar cualquier región de interés en el fuselaje. Luego se realiza un segundo paso de clasificación para clasificar los defectos (rayo, fuga de aceite, arañazos, irregularidad de textura, etc.) y los elementos normales de la aeronave (tornillos, remaches, tubos de Pitot, etc.). El algoritmo de reconocimiento se basa en el aprendizaje automático a partir de las bases de datos anotadas de vuelos anteriores.
La efectividad de los algoritmos de aprendizaje profundo depende de la representatividad y la cantidad de ejemplos en cada clase. Las bases de datos sufren el hecho de que solo hay una pequeña cantidad de defectos en comparación con la gran cantidad de elementos normales presentes en un avión. Sin embargo, los defectos son los objetos más críticos para clasificar. Para superar esta dificultad, Donecle ha realizado investigaciones para ampliar las anotaciones de imágenes, utilizando técnicas clásicas de procesamiento de imágenes y redes generativas antagónicas. Otras alternativas también consideradas incluyen el aprendizaje de una sola vez, que permite aprender información sobre categorías de objetos de una sola imagen, o un pequeño número de imágenes de entrenamiento.
Los diagnósticos se brindan en tiempo real. Las aplicaciones incluyen detección de fallas y control de calidad de marcas reglamentarias. Al final de la misión, se envía un informe de daños a una tableta con cada región de interés y su clasificación propuesta. El algoritmo devuelve una tasa de confianza en su diagnóstico. Un inspector calificado revisa las imágenes y valida o refuta los diagnósticos.

## Premios y distinciones

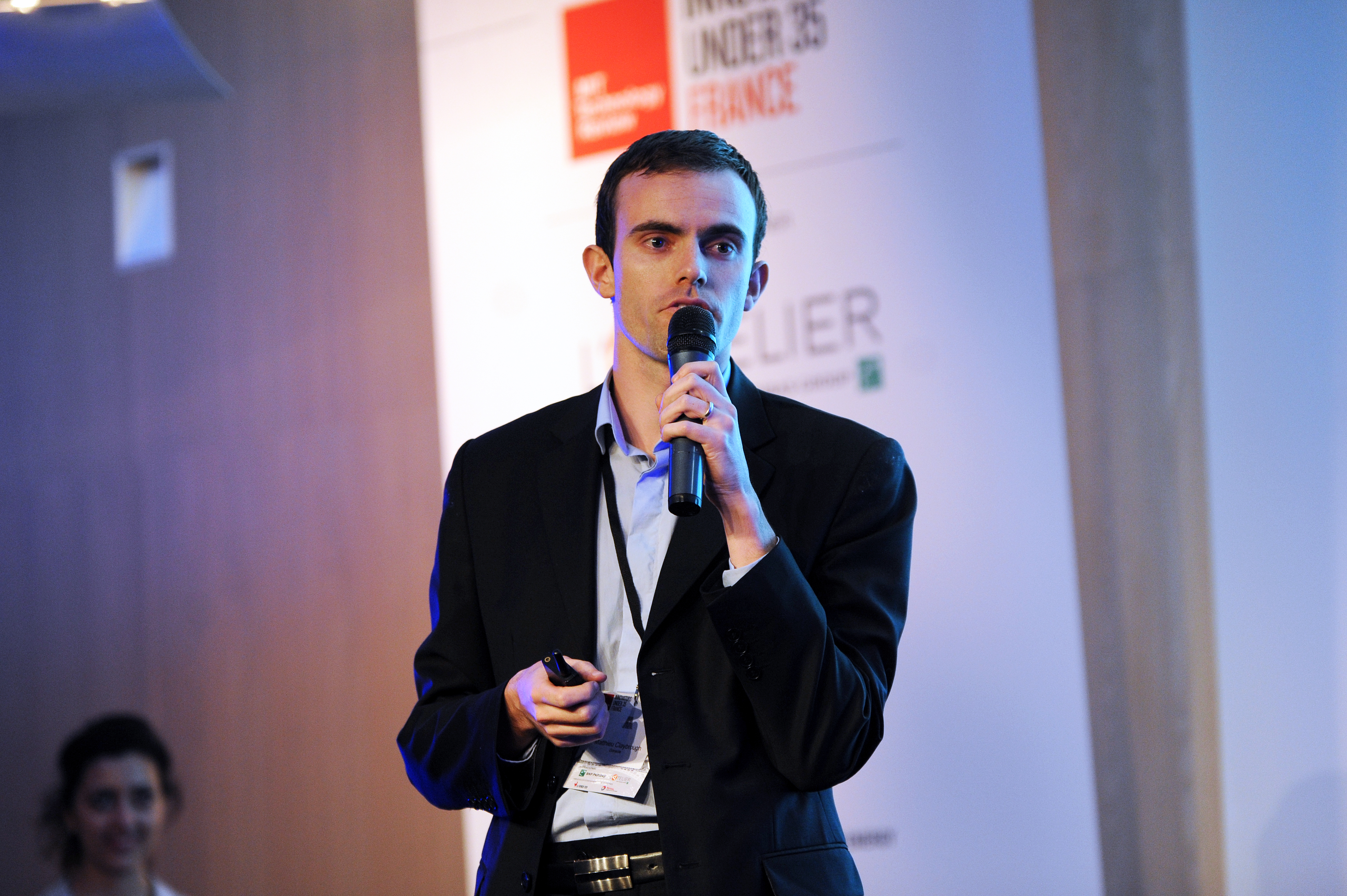
Matthieu Claybrough durante la ceremonia de premiación de MIT Technology Review en 2016.

La startup y sus fundadores reciben los siguientes premios:
- 2016 Premio Jean-Louis Gerondeau - Aeroespacial Zodiac otorgado por la Fundación de École Polytechnique,[52]
- 2016 Gran Premio Galaxie por el Galaxie Club,[53][54]
- 2016 Massachusetts Institute of Technology Innovadores menores de 35 años Francia organizado por MIT Technology Review,[55][56]
- 2016 Premio Joven Ingeniero - Tecnología y Aeroespacio por la Fundación Norbert Ségard,[57]
- 2016 Premio Joven  en la categoría de startup por La Tribune y BNP Paribas,[58][59]
- 2016 Start me up first concurso de innovación organizado por Crédit Agricole Toulouse 31,[60][61]
- 2016 Trofeo de Innovación otorgado por Convenio Aeromart Business,[62][63]
- 2017 Premio Especial del Jurado de la competencia nacional francesa de robótica al aire libre,[64][65]
- 2017 Premio de estrategia disruptiva en la categoría de empresa emergente de la región de Grand-Sud,[66][67]
- 2018 Gran Premio del 37 concurso regional Inn'Ovations en el espectáculo de Midinnov,[68][69]
- 2020 Laureado Aviation Week Network en la categoría maintenance, repair and overhaul.[70]